# Synoestropsis furcata
Synoestropsis furcata är en nattsländeart som beskrevs av Oliver S. Flint Jr. 1974. Synoestropsis furcata ingår i släktet Synoestropsis och familjen ryssjenattsländor. Inga underarter finns listade i Catalogue of Life.